# Преображенка (Каховский район)
Преображенка (укр. Преображенка) — село в Чаплинской поселковой общине Каховского района Херсонской области Украины. В 2022 году, во время вторжения России на Украину, село было захвачено. На данный момент находится под оккупацией ВС РФ.
Население по переписи 2001 года составляло 1679 человек. Почтовый индекс — 75213. Телефонный код — 5538. Код КОАТУУ — 6525483501.
В 2018 году жители села пострадали от химических выбросов с завода Крымский Титан.

## Местный совет
75213, Херсонская обл., Каховский р-н, с. Преображенка, ул. Кирова, 23